# Petaloconchus myrakeenae
Petaloconchus myrakeenae is een slakkensoort uit de familie van de Vermetidae. De wetenschappelijke naam van de soort is voor het eerst geldig gepubliceerd in 1987 door Absalão & Rios.